# Louis d'Iriart d'Etchepare
Pour les articles homonymes, voir Etchepare.
Louis d'Iriart d'Etchepare est un homme politique français, né le 24 juillet 1859 à Pau (Pyrénées-Atlantiques) et décédé le 18 mars 1945 à Saint-Palais (Pyrénées-Atlantiques).

## Biographie
Licencié en droit de l’Université de Bordeaux en 1880. Avocat, il fut élu six fois député des Basses-Pyrénées de 1900 à 1924 au nom des Républicains de gauche. En 1905, il est parmi ceux qui votent pour la loi de loi de 1905. Il est maire de Pau de 1925 à 1927.
Il est nommé président de l'Union vélocipédique de France en 1903. Il est inhumé au cimetière urbain de Pau.

## Œuvres
- Historique de l’Union vélocipédique de France, Bordeaux, impr. Gounouilhou, 1893.

## Décorations françaises
- : Chevalier de la Légion d'honneur 7 mars 1925 [3]
- : Officier d'académie (1893)
- : Chevalier du mérite agricole
- : Chevalier de l'Ordre d'Isabelle la Catholique